# Podgredina
Podgredina är ett samhälle i Bosnien och Hercegovina.   Det ligger i entiteten Federationen Bosnien och Hercegovina, i den nordvästra delen av landet, 220 km nordväst om huvudstaden Sarajevo. Podgredina ligger 404 meter över havet och antalet invånare är 2 135.
Terrängen runt Podgredina är kuperad norrut, men söderut är den platt. Runt Podgredina är det ganska tätbefolkat, med 93 invånare per kvadratkilometer.. Närmaste större samhälle är Stijena, 3,1 km sydväst om Podgredina. 
Omgivningarna runt Podgredina är en mosaik av jordbruksmark och naturlig växtlighet.